# Monday Morning in a Coney Island Police Court
Monday Morning in a Coney Island Police Court è un cortometraggio muto del 1908 diretto da David W. Griffith che ne firma anche la sceneggiatura insieme a Mack Sennett. Il film è interpretato da un cast tutto al maschile.

## Produzione
Il film fu prodotto dall'American Mutoscope & Biograph

## Distribuzione
Il copyright del film, richiesto dall'American Mutoscope and Biograph Co., fu registrato il 25 agosto 1908 con il numero H115087.
Il film - un cortometraggio della durata di circa sette minuti, conosciuto anche come Coney Island Police Court - uscì nelle sale il 4 settembre 1908. Copia della pellicola viene conservata negli archivi della Library of Congress.